# Os prédentaire

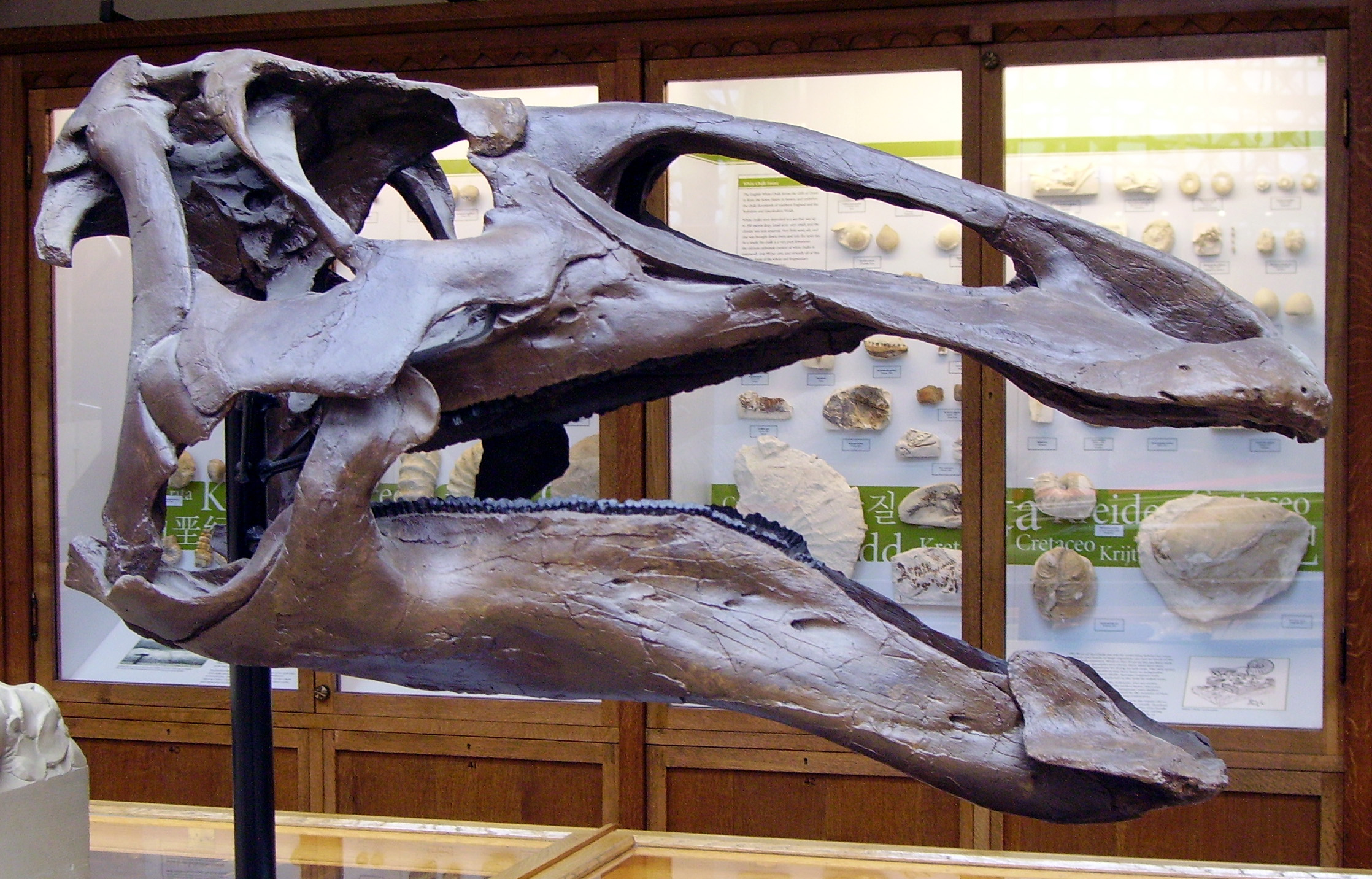
Crâne dEdmontosaurus avec un os prédentaire bien visible

L’os prédentaire ou prédentaire est un os situé à l'avant de la mâchoire inférieure et qui prolongeait le dentaire (l'os principal de la mâchoire inférieure) retrouvé dans les restes fossilisés de dinosaures ornithischiens, qui étaient herbivores. Le prédentaire coïncide avec le prémaxillaire de la mâchoire supérieure. Ensemble, ils forment une sorte de bec utilisé pour couper les végétaux. Chez les dinosaures cératopsiens, il s'oppose à l'os rostral.